# Parapsyche apicalis
Parapsyche apicalis là một loài Trichoptera trong họ Hydropsychidae. Chúng phân bố ở miền Tân bắc.